# Equalizzatore dei ritardi con ponte a T

L'equalizzatore dei ritardi con ponte a T è un circuito elettrico che funge da filtro passa-tutto e che utilizza la topologia con ponte a T il cui scopo è inserire, nel percorso di un segnale, un ritardo (idealmente) costante a tutte le frequenze. Rientra nella classe dei filtri immagine.

## Applicazioni
La rete viene utilizzata quando occorre che due o più segnali vengano abbinati tra loro rispettando una certa forma di criterio di temporizzazione. Il ritardo viene aggiunto a tutti gli altri segnali in modo tale che il ritardo totale corrisponda al ritardo del segnale che ha già il ritardo più lungo. Per esempio, nella trasmissione delle emittenti televisive, è auspicabile che i tempi degli impulsi di sincronizzazione delle forme d'onda dei segnale televisivi da diverse sorgenti siano allineati quando raggiungono le sale di controllo degli studi o i centri di commutazione di rete.  Ciò garantisce che i tagli tra le sorgenti non provochino interruzioni ai ricevitori. Un'altra applicazione si verifica quando il collegamento per l'invio del suono stereofonico viene realizzato mediante rete fissa, per esempio da una trasmissione in esterna allo studio centrale. È importante che il ritardo tra i due canali stereo venga equalizzato poiché una differenza di ritardo rovinerebbe l'immagine stereo, cioè la collocazione spaziale che il nostro cervello attribuisce ad un suono stereofonico. Quando le linee fisse sono lunghe e i due canali arrivano da percorsi sostanzialmente diversi, possono essere necessarie molte sezioni di filtro per equalizzare completamente il ritardo.

## Funzionamento
Il funzionamento viene spiegato al meglio in termini di sfasamento che la rete introduce. A basse frequenze L rappresenta una bassa impedenza e C' un'alta impedenza e, di conseguenza, il segnale passa attraverso la rete senza variazioni in fase. Al crescere della frequenza, lo sfasamento aumenta gradualmente, fino a una certa frequenza, ω0, alla quale il ramo in shunt del circuito, L'C', va in risonanza e provoca il cortocircuito verso massa del punto di connessione centrale di L. L'azione del trasformatore tra le due metà di L, che diviene sempre più significativa con l'aumentare della frequenza, ora diventa dominante. L'avvolgimento della bobina è tale che l'avvolgimento secondario produce una tensione invertita rispetto al primario. In pratica, ora, alla risonanza, lo sfasamento è di 180°.  Man mano che la frequenza continua ad aumentare, anche il ritardo di fase continua ad aumentare e l'ingresso e l'uscita iniziano a tornare in fase quando il ritardo si approssima ad un intero periodo. Ad alte frequenze L ed L'tendono da un circuito aperto e C ad un cortocircuito, dunque il ritardo di fase tende a livellarsi a 360°.
La relazione tra sfasamento (φ) e ritardo temporale (TD) con la pulsazione  (ω) è data dalla semplice relazione:
{\displaystyle \phi =\omega T_{D}\,}
Si richiede che TD sia costante a tutte le frequenze sulla banda di funzionamento.  φ deve, perciò, deve essere mantenuto linearmente proporzionale a ω. Con un'opportuna scelta dei parametri, lo sfasamento della rete può essere reso lineare fino a uno sfasamento di circa 180°.

## Progettazione
I quattro valori componenti della rete forniscono quattro gradi di libertà nella progettazione. Dalla teoria delle impedenze immagine (vedere Rete di Zobel) è richiesto che il ramo L/C e il ramo L'/C' siano l'uno il duale dell'altro (ignorando l'azione del trasformatore) il che fornisce due parametri per il calcolo dei valori dei componenti. In modo equivalente, ogni polo della funzione di trasferimento, sp nel semipiano sinistro del dominio s  deve avere uno zero corrispondente, sz nel semipiano destro tale che sp=−sz. Un terzo parametro viene impostato scegliendo una frequenza di risonanza ed è impostato (almeno) sulla frequenza massima alla quale si richiede che la rete funzioni:
{\displaystyle \omega _{0}={\frac {1}{\sqrt {LC}}}={\frac {1}{\sqrt {L'C'}}}}
C'è un grado di libertà rimanente che il progettista può utilizzare per linearizzare al massimo la risposta fase/frequenza. Questo parametro è solitamente indicato come rapporto L/C. In base a quanto visto sopra, non è pratico linearizzare la risposta di fase al di sopra di 180°, cioè mezzo periodo, dunque una volta che è stata scelta una frequenza massima di funzionamento, fm, ciò imposta il ritardo massimo che può essere progettato nel circuito, che è dato da:
{\displaystyle T_{D(max)}={\frac {1}{2f_{m}}}}
Per scopi di trasmissione audio, 15 kHz viene spesso scelta come frequenza massima utilizzabile su rete fissa. Un equalizzatore dei ritardi progettato per questa specifica può, dunque, inserire un ritardo di 33 µs. In realtà, il ritardo differenziale che potrebbe essere richiesto per l'equalizzazione può essere di molte centinaia di microsecondi. Sarà richiesta una catena di molte sezioni in tandem. Per scopi televisivi, potrebbe essere scelta una frequenza massima di 6 MHz, che corrisponde a un ritardo di 83 ns. Nuovamente, possono essere richieste molte sezioni per una piena equalizzazione. In generale, si presta molta più attenzione all'instradamento e alla lunghezza esatta dei cavi televisivi poiché sono necessarie molte più sezioni dell'equalizzatore per rimuovere la stessa differenza di ritardo rispetto all'audio.

## Implementazione planare a superconduttori

Un equalizzatore dei ritardi con ponte a T da 2,8 GHz a superconduttore in YBCO su un substrato di alluminato di lantanio.

Le perdite nel circuito fanno sì che il ritardo massimo sia da ridurre, problema che può essere migliorato con l'uso di superconduttori ad alta temperatura. Un tale circuito è stato realizzato con un'implementazione planare a parametri concentrati in film sottile utilizzando la tecnologia a microstriscia. Le tracce sono in ossido di ittrio bario e rame superconduttore e il substrato è in alluminato di lantanio. Il circuito è per l'uso nella banda delle microonde con una frequenza centrale di circa 2,8 GHz e raggiunge un ritardo di gruppo (group delay, definito come derivata della fase rispetto alla pulsazione) di picco di 0,7 ns. Il dispositivo funzione ad una temperatura di 77 K. La disposizione dei componenti corrisponde alla disposizione riportata nello schema circuitale all'inizio di questo articolo, tranne il fatto che le posizioni relative di L' e C' sono state scambiate in modo tale che C' possa essere implementato come una capacità verso massa. Un'armatura di questo condensatore è il piano di massa e quindi esso ha uno schema molto più semplice (un semplice rettangolo) rispetto allo schema di C che deve essere un condensatore in serie nella linea di trasmissione principale.